# Koldevitz
Koordinaten: 54° 22′ N, 13° 22′ O
Koldevitz ist ein Ortsteil der Stadt Garz/Rügen auf der Insel Rügen in Mecklenburg-Vorpommern.

## Geografie
Der Ort liegt sechs Kilometer südwestlich von Bergen auf Rügen nahe der von Sehlen nach Garz führenden Landesstraße 291. Das Gelände liegt etwa zehn Meter über dem Meeresspiegel. Abgesehen von kleinen Waldflächen, die sich direkt an die Wohnbebauung anschließen, ist die Umgebung durch landwirtschaftliche Nutzflächen geprägt.

## Geschichte
In Urkunden tauchte Koldevitz 1314 als Colovitze und 1318 als Koldevitze auf. Übertragen aus dem Altpolabischen könnte dies für eine auf Pfosten gebaute Siedlung stehen. Im Topographisch-statistischen Handbuch von Neu-Vorpommern und der Insel Rügen von 1859 ist Koldevitz als Vorwerk verzeichnet.
Bis Ende 2003 war Koldevitz ein Ortsteil der Gemeinde Karnitz. Diese wurde am 1. Januar 2004 nach Garz/Rügen eingemeindet.
Das ehemalige Gutshaus des Ortes stammt aus dem frühen 19. Jahrhundert. Das später veränderte, eingeschossige Gebäude mit Zwerchhaus steht auf einem Feldsteinsockel, ist verputzt und besitzt ein Mansarddach; es ist heute (2015) ein Ferienhaus.